# Operetta

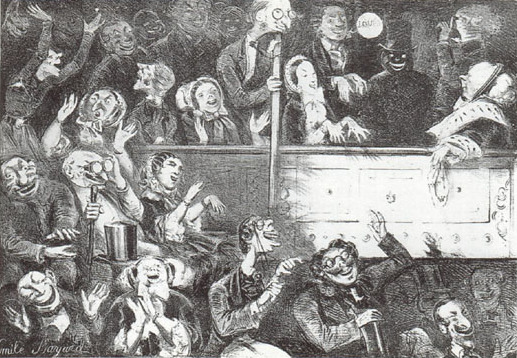
Il pubblico al Théâtre des Bouffes-Parisiens, il luogo di nascita delle operette di Jacques Offenbach (1860)

L'operetta è un genere teatrale e musicale nato nel 1856 (con La Rose de Saint-Flour di Jacques Offenbach) e divenuta famosa nel 1860 in Francia e solo successivamente in Austria. Differisce dal più tradizionale melodramma per l'alternanza sistematica di brani musicali e parti dialogate.
Sotto questo aspetto l'operetta è altrettanto vicina al teatro di prosa o al genere del vaudeville, anche se non bisogna dimenticare che, nell'Europa centrale, il teatro d'opera leggero o comico presentava già in precedenza una simile alternanza di canto e recitazione, nei generi dell'opéra-comique e del singspiel.

## Caratteristiche
La peculiarità dell'operetta non consiste nella presenza di parti recitate e di trame semplici e inverosimili, né nella sua sfarzosa cornice scenica o nel gusto della parodia; in realtà, ciò che la caratterizza è la vivacità musicale, l'immediata godibilità e, soprattutto, l'aspetto coreografico: infatti sono proprio le danze a costituire il nucleo fondamentale dello spettacolo e ad esercitare sugli spettatori un interesse quasi ossessivo.
D'altra parte il genere dell'operetta non si identifica solo con una forma, ma soprattutto con un gusto ed una dimensione culturale, quella della borghesia francese e austriaca fin de siècle, con la sua predilezione per le storie sentimentali ambientate nella buona società del tempo.
Uno dei padri dell'operetta francese fu l'ebreo tedesco (naturalizzato francese) Offenbach, rivale del compositore francese Florimond Ronger detto Hervé, mentre in Austria il genere fu portato alla massima espressione da Johann Strauß figlio e, in pieno Novecento, da Franz Lehár ed Emmerich Kálmán.
Nel Regno Unito fra i compositori del genere operettistico è da annoverare sir Arthur Sullivan autore di H.M.S. Pinafore e The Mikado.
Sullo stile viennese si creò l'operetta italiana, che vide come rappresentanti di spicco per circa un trentennio, dagli inizi del ‘900, Mario Costa, Virgilio Ranzato e Giuseppe Pietri. 
Fra le operette italiane emergono Scugnizza di Costa, Addio giovinezza! e L'acqua cheta di Pietri oltre ad Il Paese dei Campanelli e Cin Ci La della coppia Lombardo-Ranzato.
Il genere dell'operetta ebbe vita breve ma tra i suoi eredi si possono annoverare la rivista, il musical e la commedia musicale.
Spesso viene scambiata per l'opera buffa.